# Dürrensee
Der Dürrensee (italienisch Lago di Landro) ist ein See in den Dolomiten in Südtirol, Italien. Er liegt nahe dem oberen Ende des Höhlensteintals auf einer Höhe von  1406 m. Er ist von Süden von Cortina d’Ampezzo über das Gemärk und von Norden von  Toblach im Pustertal über die Straße durch das Höhlensteintal zu erreichen. Seine Südseite hat die Cristallogruppe, welche zu den Ampezzaner Dolomiten gehört, im Hintergrund.
Die Zuflüsse sind die vom Gebiet der Drei Zinnen kommende Rienz und der Popenabach, der die Nordseite der Cristallogruppe entwässert. Abfluss ist die Rienz durch das Höhlensteintal, welches die Pragser (im Westen) von den Sextner Dolomiten (im Osten) trennt. Da die Zuflüsse vom nahen Hochgebirge über das Jahr stark unterschiedliche Wasserführung aufweisen, schwankt auch der Pegel des Sees und wegen seiner geringen Tiefe von maximal 3,5 m und seines flachen Tiefenprofils auch seine Ausdehnung. Bei geringem Zufluss im Sommer kann er leicht erwärmt und im Extremfall von seinem Abfluss abgeschnitten werden. Er ist deshalb wärmer als vergleichbare Seen in ähnlicher Höhenlage, weshalb er auch zum Baden genutzt wird. Bei maximalem Wasserstand besitzt er eine Länge parallel zur Straße von etwa 700 Metern und eine Breite von 300 Metern. Ein kleiner Teil des Sees im Westen wird durch den Straßendamm abgetrennt.
Der See ist Teil des Naturparks Drei Zinnen, an den unmittelbar an seinem Westufer der Naturpark Fanes-Sennes-Prags anschließt. Er ist ein geschütztes Naturdenkmal.
An seiner Ostseite gibt es einen Klettergarten, und an der Westseite ein kleines Restaurant.

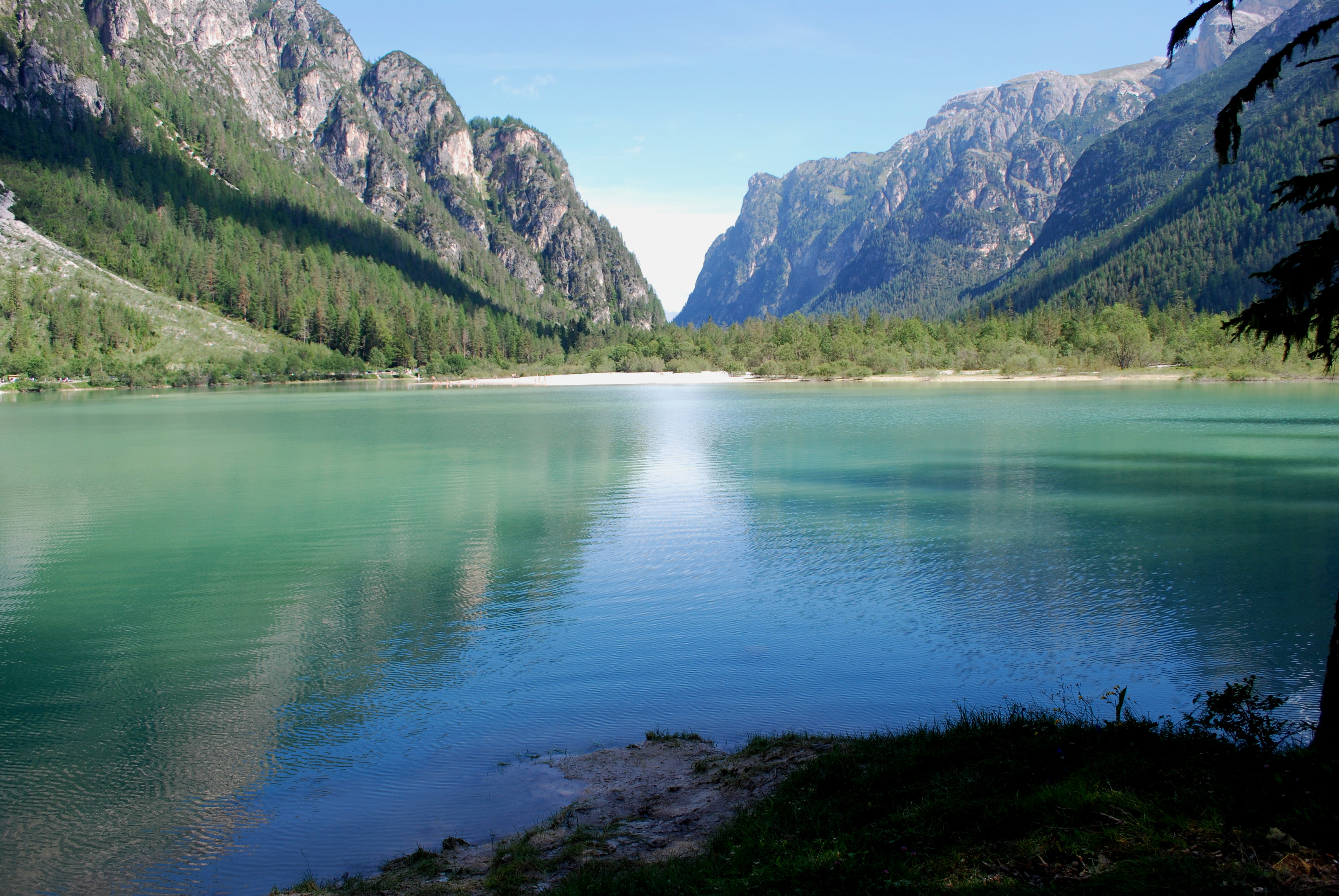
Blick über den See nach Norden ins Höhlensteintal
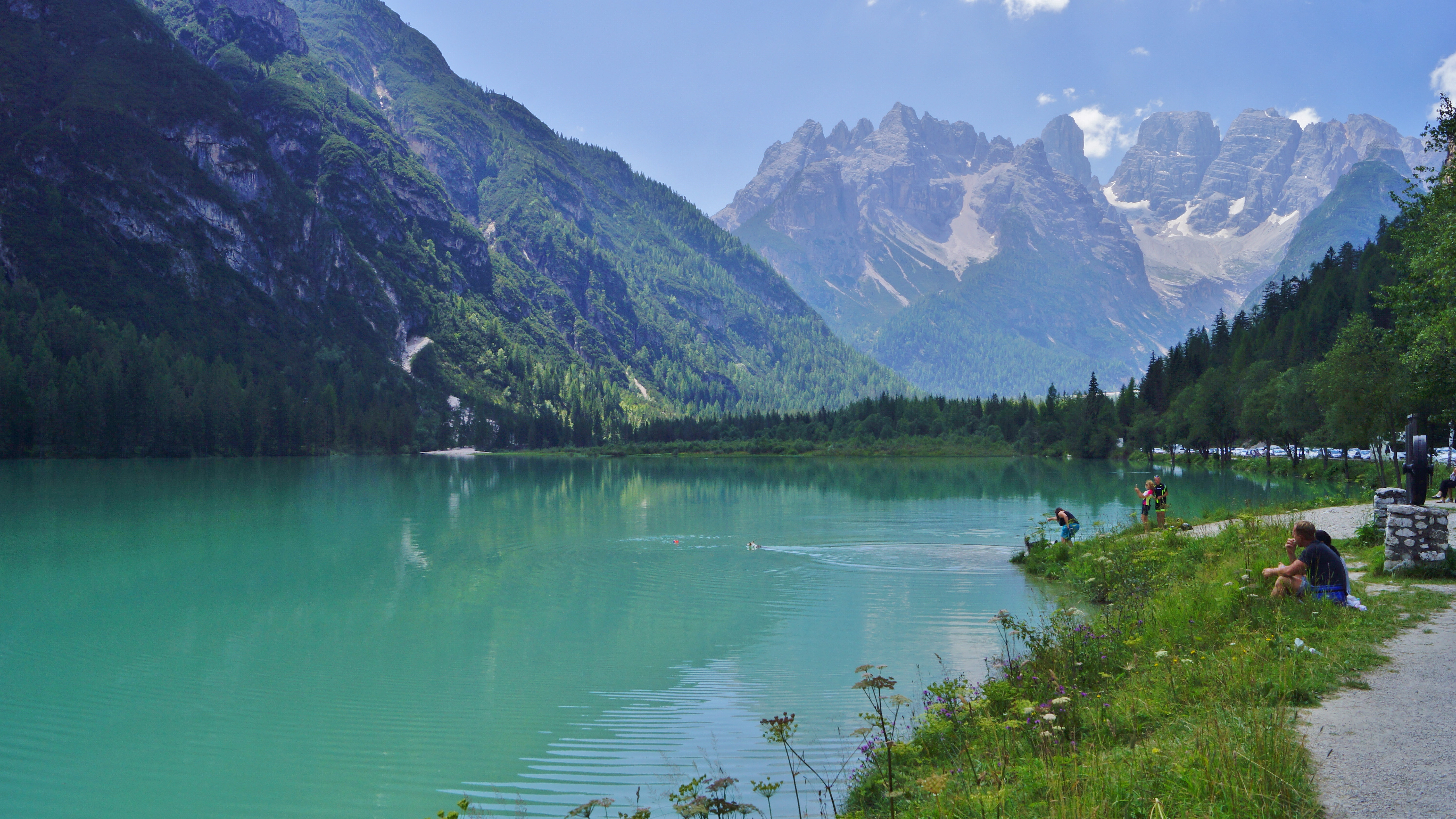
Blick über den See nach Süden in die Ampezzaner Dolomiten
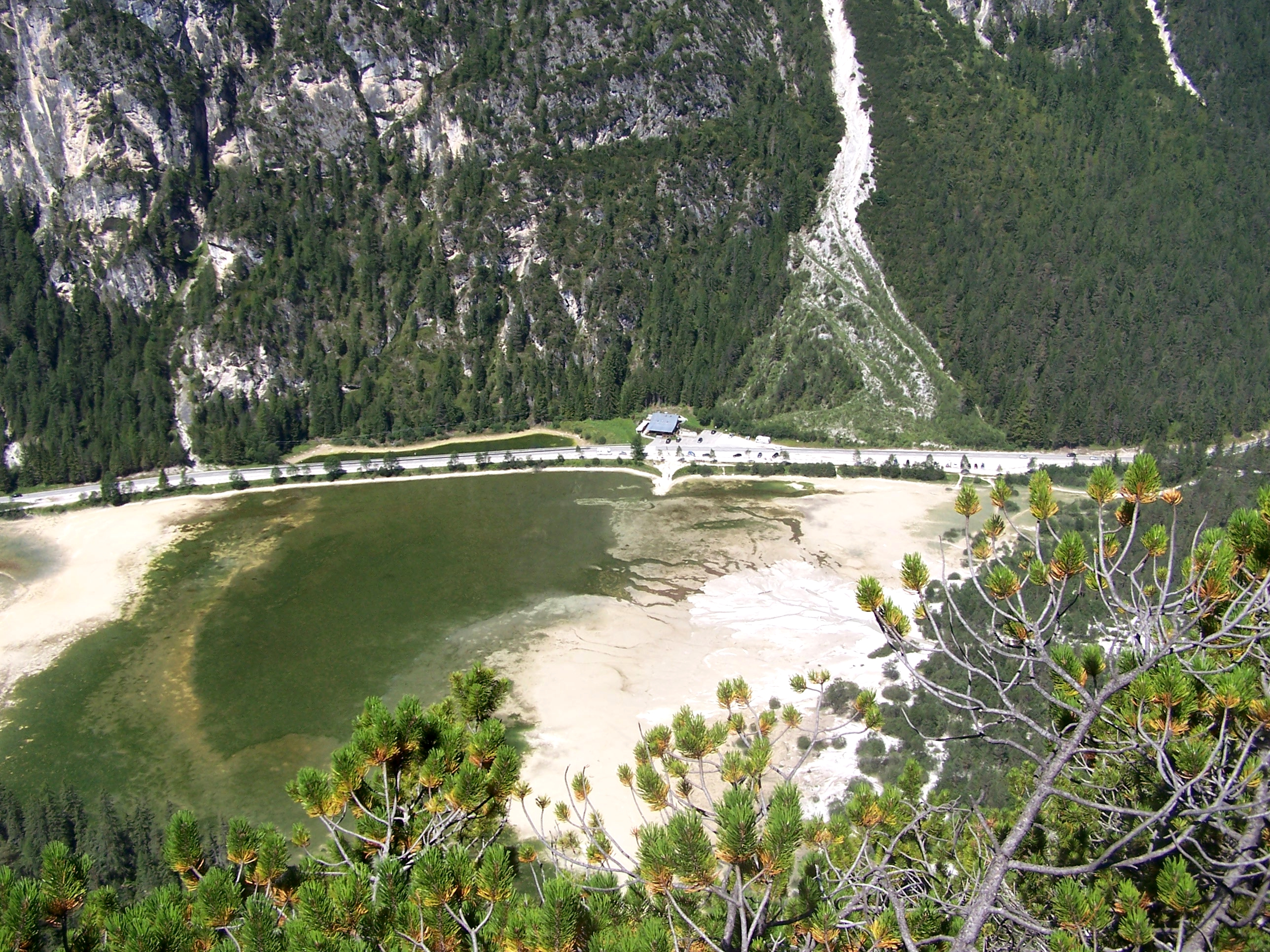
Der Dürrensee bei Niedrigwasser
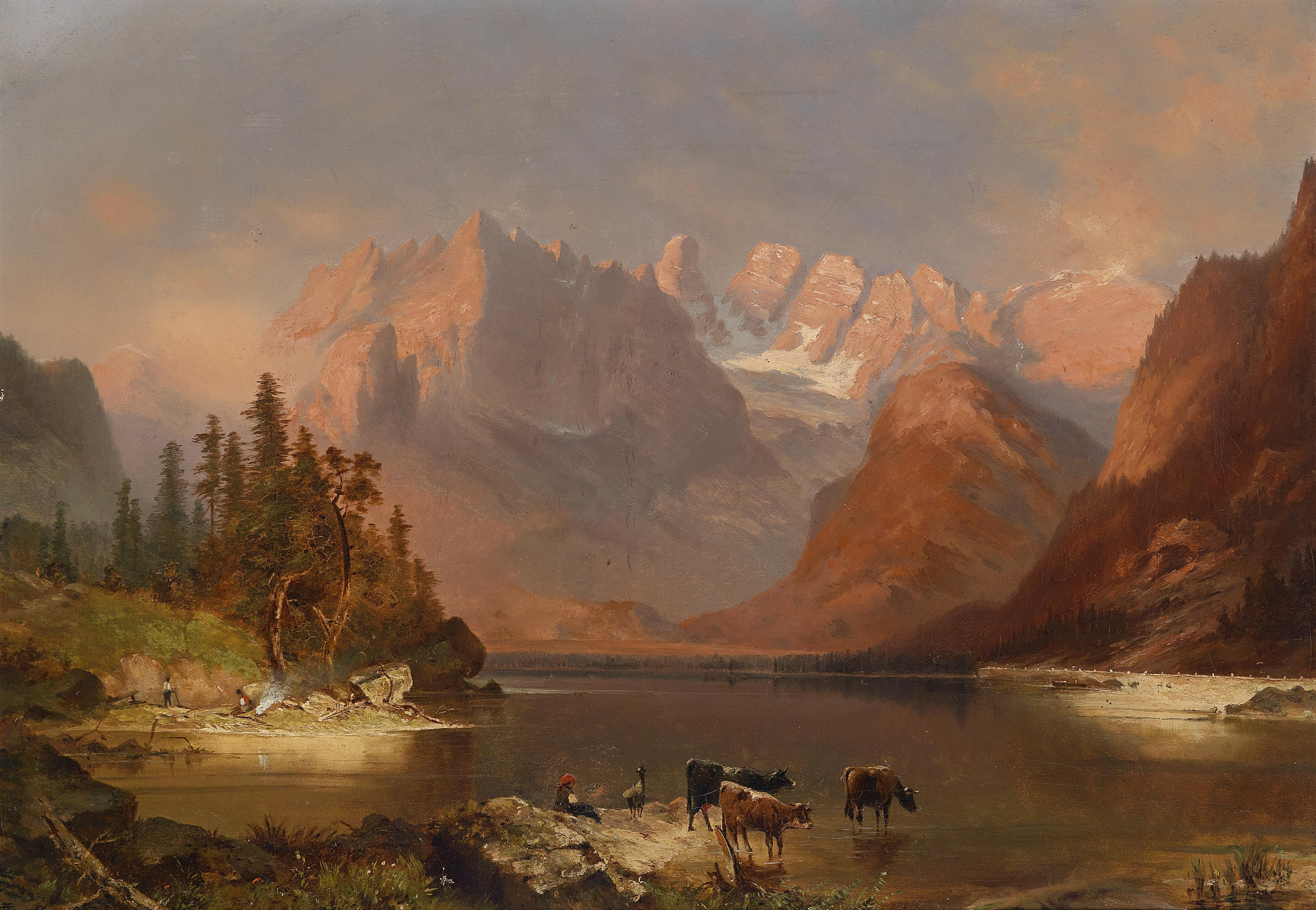
Blick auf den Dürrensee mit Cristallo-Gruppe Monogrammist A. C., 19. Jh.